# 志高控股
志高控股有限公司（港交所除牌前：0449），原香港联合交易所主板上市公司，旗下核心企业广东志高空调有限公司創立於1994年，是一家中国大型现代化企业，主要生產及銷售空調。志高控股總部設位於廣東省佛山市南海區。
志高控股於2009年7月13日於香港交易所上市，招股價為2.27港元，集資1.65億元，首日上市收報2.51元。
2020年5月15日，志高控股在港交所停牌。同年9月11日，志高空调及法定代表人李兴浩被列为失信被执行人。10月13日，志高控股发布公告，前六月公司实现收益6.344亿元人民币，销售成本为9.31亿元，融资成本1.226亿元，期内亏损7.22亿元。
2022年4月4日，志高控股的上市地位被取消。

## 外部連結
- 志高控股公司網站 （页面存档备份，存于）
- 志高控股招股文件 （页面存档备份，存于）